# Кім Дон Джин (арбітр)
Кім Дон Джин (кор. 김동진, нар. 9 червня 1973) — південнокорейський футбольний арбітр, арбітр ФІФА з 2005 року.

## Кар'єра
Кім працював арбітром на молодіжному чемпіонаті світу 2011 року, також обслуговував матчі азійської кваліфікації на чемпіонати світу 2010, 2014 . і 2018 років.
Обслуговував фінальні матчі Кубка АФК у 2011 і 2014 років.
Був одним з арбітрів на Кубках Азії у 2011, 2015 та 2019 роках.